# Casper Jørgensen
Casper Jørgensen (ur. 20 sierpnia 1985 w Årslev) – duński kolarz torowy i szosowy, wicemistrz olimpijski, mistrz świata.
Jeden raz występował w igrzyskach olimpijskich. W 2008 roku w Pekinie zdobył srebrny medal (razem z Alexem Rasmussenem, Michaelem Mørkøvem, Jensem-Erikiem Madsenem i Michaelem Færkiem Christensenem) w wyścigu na dochodzenie drużynowo. Mistrz świata (2009) oraz srebrny (2008) i brązowy medalista (2007) w drużynowym wyścigu na dochodzenie.
Jest wielokrotnym mistrzem Danii ze startu zatrzymanego na 1 km, scratchu i drużynowym wyścigu na dochodzenie. Startuje z sukcesami również w wyścigach szosowych, wygrywając m.in. prologi w Tour du Loir-et-Cher w 2009 roku, Olympia’s Tour (2008) oraz Grand Prix Willem Tell w 2007 roku.